# Ghost Recon: Advanced Warfighter
Tom Clancy’s Ghost Recon Advanced Warfighter ist ein Taktik-Shooter, das von Ubisoft entwickelt und 2006 für Xbox 360, Xbox, PlayStation 2 und Microsoft Windows veröffentlicht wurde. Es ist der dritte Teil der Tom Clancy’s Ghost Recon Reihe. Mit Tom Clancy's Ghost Recon: Advanced Warfighter 2 erschien 2007 ein direkter Nachfolger. 2018 erschien eine Wiederveröffentlichung für Xbox One.

## Handlung
Das Spiel ist im Jahr 2013 angesiedelt. Rebellen stürmen den Regierungssitz von Mexiko. In Mexiko-Stadt befinden sich mexikanische und kanadische Regierungsvertreter, um eine Kooperationsvereinbarung zu unterzeichnen. So gerät der Präsident der Vereinigten Staaten inmitten eines Militärputsches. Das Team der Spieler, ausgerüstet mit moderner Kampfausrüstung muss den US-Präsidenten finden und beschützen.

## Entwicklung
Die Unterschiede zwischen den Plattformen besitzen einen stark eigenständigen Charakter. So hat die Version für Xbox 360 wenig mit den Versionen von Xbox und PlayStation 2 gemeinsam. Auch inhaltlich im Missionsablauf wurden starke Änderungen vorgenommen.

## Rezeption
Ahmet Iscitürk von PC Action bemerkte die unfairen Punkte zum automatischen Speichern, lobte jedoch das intensive Spielerlebnis. Sein Kollege Harald Fränkel hob den Koop-Modus positiv hervor. Für Dirk Gooding von PC Games sei die Zugänglichkeit durch das Verwenden nur weniger Tasten insbesondere im Vergleich mit simulationslastigeren Taktik-Shootern wie Operation Flashpoint sehr hoch.
Laut Games Aktuell zähle Advanced Warfighter zu den grafisch aufwendigsten Titeln der Xbox-360-Spielkonsole. Sascha Gliss fiel negativ auf, dass in der Kulisse jeglicher Autoverkehr oder Passanten fehle was für den Schauplatz Mexiko-Stadt völlig unpassend sei. Abstriche müsse laut 4Players man bei der künstlichen Intelligenz der Computergegner machen.
Die Fassung für PlayStation 2 und Xbox falle technisch und atmosphärisch stark ab. Die Bildrate sei instabil. Unpassende Texte voller Rechtschreibfehler zeigen laut Gameswelt dafür, dass diese Varianten eher zügig umgesetzt wurden. Für 4Players sei es gemessen an der Xbox 360 Vorlage eine herbe Enttäuschung. Der Titel sei auf den schwächeren Konsolen fast nicht wiederzuerkennen.

### Auszeichnungen
- British Academy Games Awards Spiel des Jahres 2006
- Golden Joystick Awards 2006: The Editor's Choice Award